# Jean-Luc Grand-Pierre
Jean-Luc Grand-Pierre, född 2 februari 1977 i Montréal, är en kanadensisk före detta ishockeyspelare. Han spelade säsongen 2011–2012 back i Malmö Redhawks. Grand-Pierre har 269 NHL-matcher bakom sig och har bland annat spelat i Malmö Redhawks, Leksands IF, Columbus Blue Jackets, Atlanta Thrashers och Washington Capitals.